# Tiandi yinyang jiaohuan dalefu

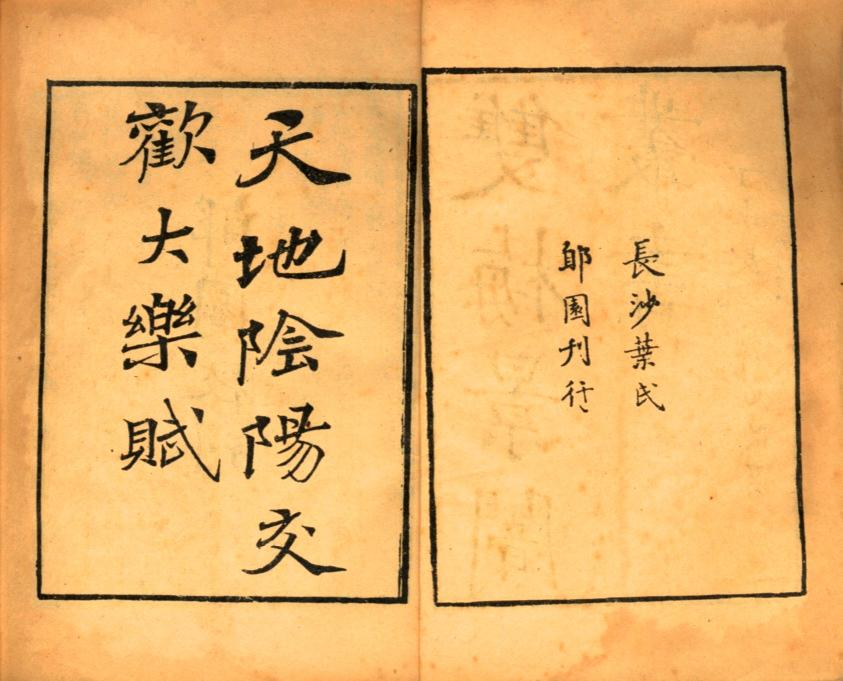
Fragment de Tiandi yinyang jiaohuan dalefu

Tiandi yinyang jiaohuan dalefu (xinès tradicional: 天地陰陽交歡大樂賦, pinyin: Tiāndì yīnyáng jiāohuān dàlèfù) és un poema en prosa rimada xinés (fu) sobre les relacions sexuals, que s'ha atribuït al poeta Tang Bai Xingjian (776–826). Tot i que es considera una obra literària perduda, alguns fragments del poema els va descobrir com a part dels manuscrits de Dunhuang Paul Pelliot al 1908 i els va publicar per primera vegada Ye Dehui el 1914.

## Estructura poètica i continguts
| « | Lligen el "Cànon de la donzella senzilla" i miren els dibuixos eròtics en l'envà. Col·locant els envans al seu voltant, es giten, recolzats en coixins. La bella dama es trau la falda de seda i els pantalons cosits. Les seues galtes són un ramell de flors, i la cintura un manoll de cordes de seda blanca. | » |

El poema és un exemple de fu, traduït com a 'cançó' o 'descripció', que sovint es recitava en lloc de cantar. En concret, és un sufu (俗賦) o «fu vulgar», que s'inspirà en les tradicions orals del budisme i el taoisme de la dinastia Tang. El poeta escriu en el preàmbul: «Tot i tenir la forma d'una xarrada obscena, la idea de la cançó proclamarà la part deliciosa de la vida humana. Com a alegria concedida als éssers humans, no hi ha res més gran que això».
La resta del poema existent conté 240 línies i descriu catorze formes de relacions sexuals, incloent-hi el coitus reservatus. Promou el sexe heterosexual com l'«últim plaer humà», alhora que també avala el comportament homosexual. Segons Robert van Gulik, la línia «llegeixen l'El seu Nu Ching [Cànon de la donzella senzilla, llibre bàsic de sexologia taoista] i miren les imatges eròtiques...» és una evidència que els manuals sexuals il·lustrats existiren si més no des de la dinastia Tang.

## Historial de publicacions
El poema s'atribueix al poeta Bai Xingjian, que va viure durant la dinastia Tang. Ara es considera una obra literària perduda; Ping Yao especula que «degué sorprendre tant els lectors posteriors a Tang que el text va desaparéixer després d'aquesta dinastia». Va romandre en la foscor durant segles, fins que Paul Pelliot va descobrir fragments del poema dins els manuscrits de Dunhuang el 1908, i Ye Dehui els publicà per primera vegada el 1914.